# 3つの世界論
3つの世界論（みっつのせかいろん、中国語: 三个世界理论（簡体字）、英語: Three Worlds Theory）は、中国共産党の指導者毛沢東が1974年から展開した、3つの異なる政治経済的世界から国際関係が構成されている、とする見方。

## 概要
この枠組みにおいて、「第一世界」とは超大国である当時の米ソ両国のことであり、「第二世界」は超大国のいずれかと同盟する諸国、「第三世界」は非同盟諸国を指していた。
毛沢東は、アメリカ合衆国とソビエト連邦をともに第一世界に入れていた。1974年、当時国務院常務副総理だった鄧小平は、国際連合における演説の中で3つの世界論を説明し、第一世界にあたる米ソ超大国が帝国主義的覇権を求めていると批判し、中華人民共和国が、1970年代から1980年代にかけて、アジア（フィリピンのフェルディナンド・マルコスなど）、ラテンアメリカ（チリのアウグスト・ピノチェトなど）、アフリカ（ザイールのモブツ・セセ・セコなど）の反共的な右派の発展途上国の政権とも国交を持って協力関係も築いた論拠を示した。
毛沢東が展開した3つの世界論は、西側における類似の理論「3つの世界モデル」とは異なるものであった。西側の理論では、第一世界はアメリカ合衆国とその同盟諸国（西側諸国）、第二世界はソビエト連邦とその同盟諸国（東側諸国）であり、第三世界は非同盟中立諸国であった。西側の理論において、中国は第三世界ではなく第二世界に分類された。
3つの世界論は、それまで社会主義陣営内でソビエト連邦と対立し、中国共産党と連携していた一部の反修正主義的政治勢力や政治組織を幻滅させることになった。特にアルバニアではエンヴェル・ホッジャの率いたアルバニア労働党が、3つの世界論とソビエト連邦共産党の立場の両方に反対するイデオロギー的立場に立つようになった。1976年にホッジャは毛沢東の葬儀に出席するも後継者の華国鋒と鄧小平らがさらに3つの世界論に基づいた外交を展開したことに対して中国を「第三世界の超大国」にさせることを企んでいるとホッジャは非難した。このため、それまで共同歩調を取っていた中国とアルバニア両国の共産党は、袂を分かつに至った（中ア対立）。
3つの世界論は、1982年9月開催の中国共産党第12回大会で説明無く取り消された。これ以後、中国共産党・中国政府の見解に3つの世界論は現れず、ソ連東欧の共産党・労働者党を修正主義と呼ぶこともなくなった。中共12回大会以後、中国はしだいにソ連東欧社会主義国と国家関係を正常化していったが、1980年モスクワオリンピックをボイコットして親米諸国とともにリバティ・ベル・クラシックと1984年ロサンゼルスオリンピックに参加するなど西側寄りであり、ソ連との完全な関係正常化は1989年5月のゴルバチョフ訪中までかかった。